# Mythicomyia calva
Mythicomyia calva är en tvåvingeart som beskrevs av Axel Leonard Melander 1961. Mythicomyia calva ingår i släktet Mythicomyia och familjen svävflugor. Inga underarter finns listade i Catalogue of Life.